# Herbal Essence
Herbal Essences est une marque de produits capillaires appartenant au groupe Procter & Gamble puis transférée en 2012 à Clairol, filiale de P&G. Elle est aujourd’hui distribuée à l’échelle internationale.

## Histoire
La marque est lancée dans les années 1970 et se fait connaître grâce à ses shampoings aux extraits botaniques et à son image inspirée de la nature. Ses formules mettent en avant des ingrédients d’origine végétale et des parfums floraux ou fruités.
Dans les années 1990, Herbal Essences gagne en popularité grâce à des campagnes publicitaires, notamment une mettant en avant une expérience intense sous la douche.
Lorsque Procter & Gamble acquiert Clairol en 2001, Herbal Essences est une marque dépassée et en déclin. Le groupe parvient à relancer la marque en rajeunissant sa clientèle.
Herbal Essences propose des shampoings, des après-shampoings, des masques et des soins capillaires, adaptés à différents types de cheveux. La marque développe des produits certifiés par le Royal Botanic Gardens, Kew. Aujourd’hui, Herbal Essences est distribuée dans de nombreux pays.